# Ozerki (Miskinói járás)
Ozerki (orosz betűkkel: Озерки, baskír nyelven: Озерки) falu Oroszországban, a Baskír Köztársaságban, a Miskinói járásban.

## Népesség
- 2002-ben 247 lakosa volt, melynek 99%-a mari.
- 2010-ben 226 lakosa volt.